# Бизон (Горњи Пиринеји)
Бизон (фр. Buzon) насеље је и општина у јужној Француској у региону Миди Пирене, у департману Горњи Пиринеји која припада префектури Тарб.
По подацима из 2011. године у општини је живело 86 становника, а густина насељености је износила 19,55 становника/km². Општина се простире на површини од 4,4 km². Налази се на средњој надморској висини од 143 метара (максималној 260 m, а минималној 156 m).

## Демографија
| 1962. | 1968. | 1975. | 1982. | 1990. | 1999. | 2011. |
| ----- | ----- | ----- | ----- | ----- | ----- | ----- |
| 65    | 77    | 72    | 85    | 70    | 74    | 86    |

График промене броја становника у току последњих година